# Skånsk blommehöna

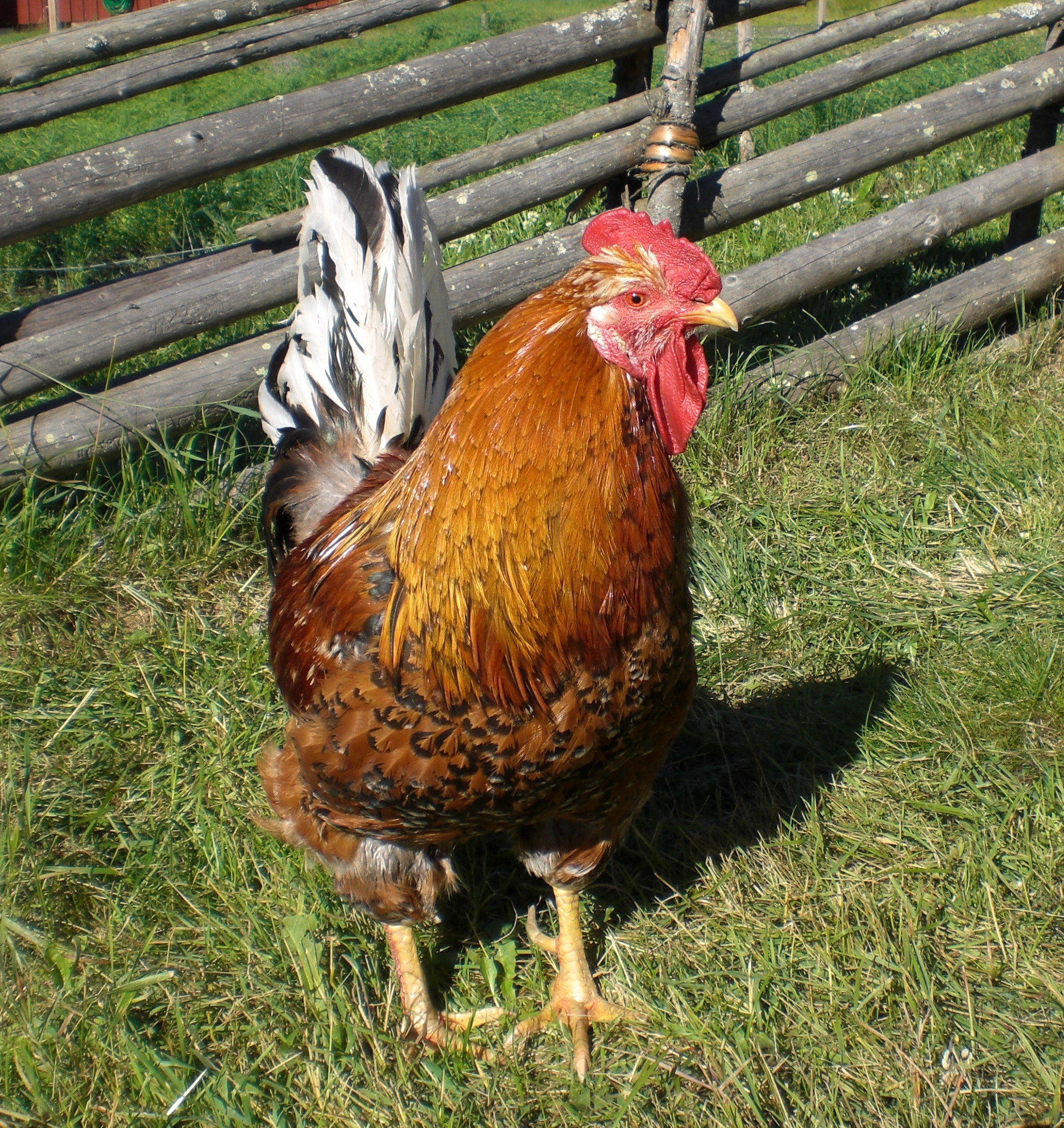
Skånsk blommehöna, tupp.

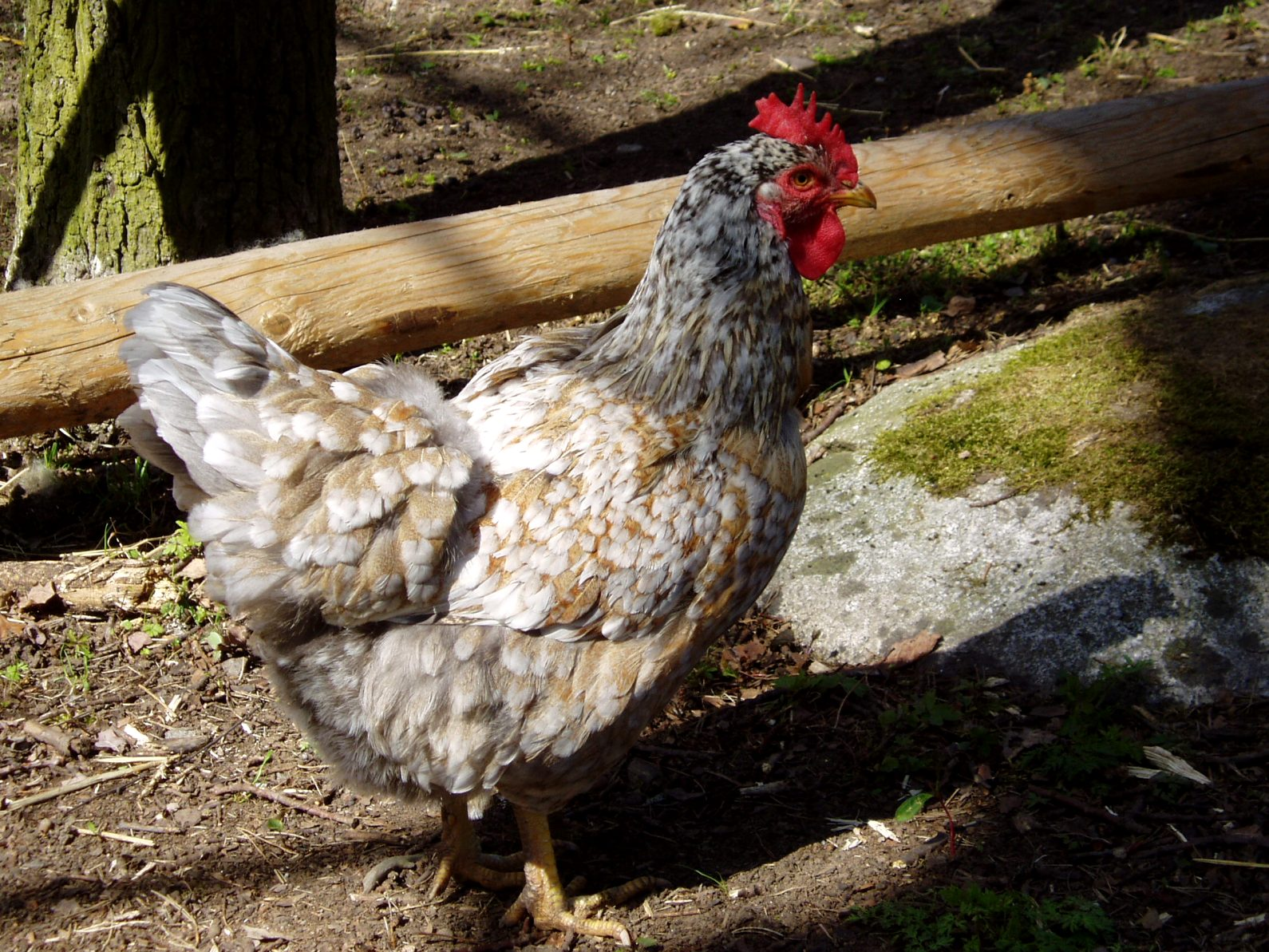
Höna.

Skånsk blommehöna är den största svenska hönslantrasen. Denna lantras härstammar från de tre skånska byarna Vomb, Tofta och Esarp. Som många andra svenska lantraser var den på väg att utrotas på 1970-talet. Den fick genbankstatus av Jordbruksverket 2001, då rasen även fick sitt officiella namn. Genbanken drivs av Svenska Lanthönsklubben. Namnet kommer från dess blommiga fjäderskrud med grund av brungul till svart.
Hönans vikt är 2–2,5 kg och tuppens 2,5–3,5 kg. Äggen väger 55–60 g och har ljusbruna (ibland något prickiga) skal.
Ruvlusten kunde vara bättre och det är även ett mål inom genbanken att öka den.